# Mydaeina
Mydaeina is een geslacht van insecten uit de familie van de echte vliegen (Muscidae), die tot de orde tweevleugeligen (Diptera) behoort.

## Soort
- M. obscura Malloch, 1919